# François Vilamitjana
François Antoine Vilamitjana est un skipper français né le 3 août 1846 à Pau et mort le 14 juin 1928 à Paris 17e. 

## Carrière
François Vilamitjana participe aux deux courses de classe 1-2 tonneaux aux Jeux olympiques d'été de 1900 à bord du Martha. Il remporte la médaille d'argent à l'issue de la première course et la médaille de bronze à l'issue de la seconde.